# William Fogg Osgood
William Fogg Osgood, född 10 mars 1864, död 22 juli 1943, var en amerikansk matematiker.
Osgood blev 1890 filosofie doktor i Erlangen, var från 1903 professor vid Harvard University och utgav kända läroböcker i funktionsteori.